# Inonotus splitgerberi
Inonotus splitgerberi är en svampart som först beskrevs av Jean François Montagne, och fick sitt nu gällande namn av Leif Ryvarden 1972. Inonotus splitgerberi ingår i släktet Inonotus och familjen Hymenochaetaceae.   Inga underarter finns listade i Catalogue of Life.